# 網代将悟
網代 将悟（あじろ しょうご、8月4日 - ）は、日本の俳優である。埼玉県出身。
EXE.ROCK Entertainment(エグゼロックエンターテインメント）主宰。

## 人物
- 好きなものは殺陣、お笑い、映画鑑賞、スノボー、ボウリング、メロン、肉、お酒(特にシャンパン)、ライフガード。
- 嫌いな食べ物はトマト、ピーマン。
- 特技はルービックキューブ。
- 共演者から度々名前を間違えられる。綱代、将吾など。

## 出演

### TV
- 「ザ!世界仰天ニュース」危ない食べ方スペシャル - 槇南(まきな)君のお父さん 役

### 舞台
- WORLD(2015年8月 再演) - グレゴリ15号
- つきはぎだらけのヒーローズ（2015年12月 再演） - 守（博物館警備員）[3]
- 七転び土に還る(2016年5月) - ギン太
- ダイヤのA The LIVE Ⅲ（2016年8月、Zeppブルーシアター六本木）[4]
- Macbeth SC(2016年10月)　- シーワード(S)[5]
- The end of the year short stories(2016年12月) Bキャスト
- Key Word（2017年1月） - リー(A)
- Long Believer(2017年2月、ラゾーナ川崎プラザソル) - 前田利家
- ダイヤのA The LIVE Ⅳ(2017年4月)
- 恋文ガール(2017年5月 再演) - 柊ヒデキ
- Die yet～正しい寿命の減らし方～(2017年7月) - カカシ(B)
- ダイヤのA The LIVE Ⅴ(2016年8月)
- ランドリールーム(2017年12月)
- クジラの子らは砂上に歌う(2018年1-2月 再演)[6]
- 龍よ、狼と踊れ～草莽の死士～(2018年3月)
- アリスの愛はどこにある(2018年4月 再演) - レオナルド(B)[7]
- ちゅら夢～デイゴの詩 parallel episode～(2018年5-6月)
- 風を切れ(2018年7月) - ハガネ
- 嘘神-うそがみ-(2018年7月) - 水瀬 樹
- シャンパンタワーが立てられない(2018年10月) - 藤岡拳次狼
- はたらく細胞(2018年11月)
- サンドイッチの作り方(2018年12月)[8]
- SORAは青い(2019年2月)[9]
- 両家顔合わせ～本日晴天、替え玉日和～(2019年3月)
- ジュブナイル学園(2019年4月)　- 西長堀
- 恋するアンチヒーロー(2019年5月 再演) - 新田(ガルグリーン)[10]
- Sakura(2019年6月) - 鎌田健介
- 星降る学校(2019年8月 再演) - 主演 田原ヨシヲ
- はたらく細胞II(2019年9-10月)[11]
- ピオフィオーレの晩鐘～運命の白百合～(2019年10月) - ディレットーレ[12]
- ノア版 ワーニャオジサン(2019年11月) - アズマコタロウ[13]
- CHAIN～因縁の連鎖～(2019年12月) - 竹橋浩二[14]
- SHINOBI NOW!!（2020年1-2月) - 綱手[15]
- よつば診療浪漫劇（2020年3月） - 藤枝貫一
- hood～黒薔薇少女地獄ver～（2020年7-8月) - 牛込達樹
- E-Stage Topiaプロデュース公演オオナムチ（2020年9月） -　主演 久米島紘一[16]
- サプライズでプロポーズする夜の花火(2020年10月) - 河合隆一
- ALPHA Entertainment × E-StageTopia プロデュース新春公演 サクラニオドレ (2021年1月、渋谷伝承ホール)  - 真宮寺公彦  (劇中劇:土方歳男)[17]
- 淡海乃海-声無き者の歌をこそ聴け-（2021年3月、俳優座劇場） -原良胤[18]
- 山田家は引っ越さない（2021年7月、中野ザポケット） -手塚隼斗
- 私がホームズなのに(2021年11月)  -戌田亜斗夢
- E-Stage Topiaプロデュース新春公演 東京卍メロス(2022年1月)  -猫田玉雄、猫田三毛彦[19]
- ALPHA Entertainment × E-Stage Topia プロデュース公演 vol.2 ヨツバニオドレ（2022年5月6日 - 9日、渋谷 伝承ホール） -真宮寺公彦  (劇中劇:九条悟)
- 星屑の王（2022年7月、六行会ホール）- マキャベッリ
- エスパーの卒業式(2022年10月、六行会ホール) - 八重樫俊樹
- EXE.ROCK EntertainmentVol.1 ワスルカ（2022年11月-12月、中野テアトルBONBON）-古森 貴盛
- ギャラクシー神楽(2023年1月) -熊野浬
- EXE.ROCK EntertainmentVol.2 向日葵の非日常(2023年3月、中野 ザ・ポケット）-新宮 正、原案脚本
- ALPHA Entertainment × E-Stage Topia オドレシリーズ vol.3 ヨツバリベンジ(2023年3月、渋谷 伝承ホール) - 真宮寺 公彦
- 黎明の王（2023年8月六行会ホール） -ダニーロ[20]
- unit Tribal days-season08-「短夜ノベル」(2023年8月東京音実劇場)-小沢 奏志
- K-FARCE 弾倉に薔薇を込めて(2024年3月、萬劇場)-田中一郎
- EXE.ROCK Entertainment ~Another stage~舞台｢unknown BET～キャロルの旋律～｣(2024年5月)-執事 脚本演出
- 王ステ THE LIVE 2024(2024年7月20、21日)-マキャベッリ
- 劇団シアターザロケッツプロデュース公演vol.10「雨のち晴れ」(8月21日-25日)ザ・ポケット-神田順也
- EXE.ROCK Entertainment ~Another stage~舞台｢unknown BET～キャロルの旋律～2025｣(2025年1、2月)-執事 脚本演出
- EXE.ROCK Entertainment 本公演vol.3｢誰かの為の、其れまでと、此れから｣(2025年5月)-脚本演出、5月17日のみ出演

### イベント
- ウェルカム令和「ジュブナイル学園」〜春の授業参観日〜(2019年5月12日18時回)
- 舞台「星屑の王」アフタートークイベント(2022年9月19日)
- EXE.ROCK EntertainmentVol.1 ワスルカファン感謝トークイベント(2023年7月)
- unit Tribal days-season07-「短夜ノベル 大感謝祭」(2023年8月19日)
- ～網代将悟タコパオフ会～(2023年9月10日)
- ～網代将悟中華オフ会～(2023年11月4日)
- GAME ACTOR(2023年11月5日)
- ～網代将悟パンケーキオフ会～(2024年1月14日)
- ～網代将悟ボードゲームオフ会～(2024年4月6日)
- ～網代将悟ボドゲオフ会～(2024年6月22日、9月28日)
- ～網代んとこの定例会～(2024年10月27日、11月30日)

### MV
- SCAPEGOAT 「RöNTGEN」
- 川音希 「赤い涙」

### その他
- BIGOLIVE NEXTSTAGE VOL.11 2位